# 竹本相生太夫
竹本 相生太夫（たけもと あいおいだゆう）は、義太夫節の太夫。

## 初代
（天保4（1833年）12月 - 明治34年（1901年）9月2日）
大坂の生まれ、3代目竹本長門太夫の門弟。最初は大坂文楽座で出演。1867年に江戸で相生太夫の名で人気を得る。一時廃業したが、1877年に初代綾瀬太夫の名で復帰。以後大阪、東京で活躍。
通称を中村彦兵衛。

## 2代目
（弘化5（1848年）1月 - 明治44年（1911年）2月18日）本名は三輪平太。
京都の生まれ、竹本山城掾の門弟、1873年に2代目相生太夫を襲名。4代目竹本組太夫を経て1890年には再度相生太夫の名で文楽座に出る。1907年に2代目綾瀬太夫を襲名。
孫は3代目相生太夫。

## 3代目
（明治21年（1888年）7月23日 - 昭和51年（1976年）7月6日）本名は三輪一郎。
東京日本橋の生まれ、祖父が2代目相生太夫。15歳で竹本小若太夫を名乗る。1911年5月に3代目竹本越路太夫に入門し､3代目竹本越代太夫と改名。1920年5月に3代目相生太夫を襲名。1971年10月に高齢で引退し弟子に「相生太夫」の名を譲り初代竹本相生翁を名乗る。1967年に名古屋演劇ペンクラブ年間賞、1971年に大阪芸術賞受賞。

## 4代目
（昭和14年（1939年）1月22日 - 平成11年（1999年）3月26日 ）本名は西原二郎。
愛媛県松山市の生まれ、1953年に3代目相生太夫に入門し相子太夫を名乗る。1954年に四ツ橋文楽座「東海道中膝栗毛」で初舞台。1971年に3代目相生太夫引退に伴い4代目相生太夫を襲名。1973年より4代目竹本津太夫の預かり弟子。1975年に国立劇場奨励賞、1979年に因協会奨励賞を受賞。